# Sány (przystanek kolejowy)
Sány – przystanek kolejowy w miejscowości Sány, w kraju środkowoczeskim, w Czechach. Znajduje się na wysokości 195 m n.p.m.
Jest zarządzany przez Správę železnic. Na przystanku nie ma możliwości zakupu biletów, a obsługa podróżnych odbywa się w pociągu.

## Linie kolejowe
- 020 Velký Osek - Hradec Králové - Choceň